# ریموند هریسون
ریموند هریسون (انگلیسی: Raymond Harrison; ۴ اوت ۱۹۲۹ – ۲۰۰۰ (۷۰−۷۱ سال)) ورزشکار شمشیربازی اهل بریتانیا بود.
وی در مسابقات کشوری و بین‌المللی در مجموع برندهٔ ۱ مدال نقره شده‌است.